# گروه ترک‌کننده
گروه ترک‌کننده (به انگلیسی: Leaving group) یک پارهٔ مولکولی است که به همراه یک جفت‌الکترون در شکسته‌شدن ناهمگن پیوند شیمیایی از یک مولکول بزرگتر جدا می‌شود. به عبارت ساده‌تر، گروه ترک کننده، بخشی از مولکول است که در یک واکنش شیمیایی از آن جدا می‌گردد.
گروه ترک‌کننده ممکن است یک آنیون یا خنثی باشد. نامدارترین گروه‌های ترک‌کنندهٔ خنثی، آب و آمونیاک هستند و شناخته‌شده‌ترین گروه‌های آنیونی ترک‌کننده، هالیدها 
(-Cl- , Br- , I) و سولفونات‌استرها مانند تیسول می‌باشند.

## توانایی ترک‌کنندگی

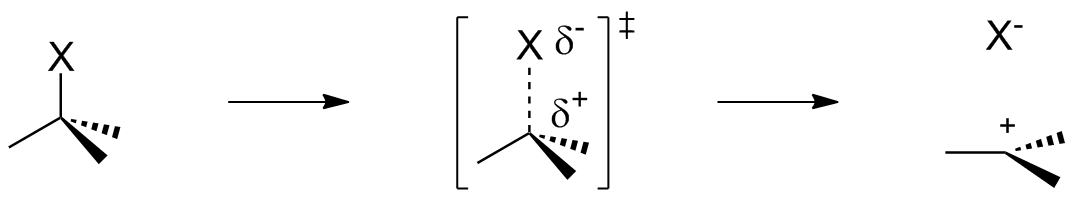
سازوکار جدا شدن X به عنوان گروه ترکننده بر اساس نظریه حالت گذار

توانایی ترک‌کنندگی به میزان تمایل گروه ترک‌کننده برای کنده‌شدن از مولکول مادر گفته می‌شود. این توانایی در نظریه حالت گذار، وابسته به انرژی آزاد گیبس دانسته شده‌است. بر مبنای نظریه پیوند ظرفیت، ترک‌کنندگی می‌تواند با الکترونگاتیوی رابطه‌ای معکوس داشته باشد. البته قطعیت این نظریه رد شده‌است.
| گروه‌های ترک‌کننده بر اساس سیر نزولی توانایی ترک‌کنندگی | گروه‌های ترک‌کننده بر اساس سیر نزولی توانایی ترک‌کنندگی |
| ---------------------------------------------------- | ---------------------------------------------------- |
| R-N2+                                                | دی‌نیتروژن                                            |
| R-OR'2+                                              | اتر                                                  |
| R-OSO2RF                                             | پرفلورو آلکیل سولفونات‌ها مانندتری‌فلات                |
| R-OTs, R-OMs, etc.                                   | توسیلها و mesylateها                                 |
| R-I                                                  | یدید                                                 |
| R-Br                                                 | برمید                                                |
| R-OH2+, R-OHR'2                                      | آب، الکل‌ها                                           |
| R-Cl                                                 | کلرید                                                |
| R-ONO2, R-OPO(OH)2                                   | نیترات، فسفات و دیگر استرهای معدنی                   |
| R-SR'2+                                              | تیولات                                               |
| R-NR'3+, R-NH3                                       | آمین‌ها، آمونیاک                                      |
| R-F                                                  | فلورید                                               |
| R-OCOR                                               | کربوکسیلیک اسید                                      |
| R-OAr                                                | فنولها                                               |
| R-OH, R-OR                                           | هیدروکسید، آلکوکسیدها                                |
| R-NR2                                                | آمیدها                                               |

## سرعت
سرعت ترک‌کنندگی تابعی از توانایی ترک‌کنندگی است. هرچه توانایی ترک‌کنندگی بیشتر باشد، در شرایط یکسان، سرعت ترک‌کنندگی نیز بالاتر است.
| Leaving group (X) |        |                   |
| ----------------- | ------ | ----------------- |
| Cl                | 0.0074 | 0.0024 (at ۴۰ °C) |
| Br                | ۱      | ۱                 |
| I                 | ۳٫۵    | ۱٫۹               |
| OTs               | ۰٫۴۴   | ۳٫۶               |